# Saxifragales
Classification APG III (2009)
Ordre
L'ordre des Saxifragales regroupe des plantes dicotylédones ; il a été introduit par la classification phylogénétique APG (1998). Il est rattaché directement au noyau des Dicotylédones vraies.
Saxifragales vient du latin saxum, le rocher et frangere, briser car ces plantes sont connues pour leur capacité à s'installer dans des fissures de rochers.

## Classification
En classification phylogénétique APG IV (2016) il faut y ajouter les Cynomoriaceae.
En classification phylogénétique APG III (2009) l'ordre des Saxifragales comprend les familles suivantes :
- famille des Altingiaceae
- famille des Aphanopetalaceae
- famille des Cercidiphyllaceae
- famille des Crassulaceae
- famille des Daphniphyllaceae
- famille des Grossulariaceae
- famille des Haloragaceae
- famille des Hamamelidaceae
- famille des Iteaceae (incluant Pterostemonaceae)
- famille des Paeoniaceae
- famille des Penthoraceae
- famille des Peridiscaceae (incluant Medusandraceae)
- famille des Saxifragaceae
- famille des Tetracarpaeaceae

### Anciennes classifications
En classification phylogénétique APG II (2003) l'ordre des Saxifragales comprenait les familles suivantes :
- famille des Altingiaceae
- famille des Aphanopetalaceae
- famille des Cercidiphyllaceae
- famille des Crassulaceae
- famille des Daphniphyllaceae
- famille des Grossulariaceae
- famille des Haloragaceae
- [+ famille des Penthoraceae ]
- [+ famille des Tetracarpaceae]
- famille des Hamamelidaceae
- famille des Iteaceae
- [+ famille des Pterostemonaceae ]
- famille des Paeoniaceae
- famille des Saxifragaceae

NB "[+" = famille optionnelle.
La Angiosperm Phylogeny Website [22 août 2006] accepte toutes les familles optionnelles et ici l'ordre comprend les familles suivantes :
- Altingiacées
- Aphanopétalacées
- Cercidiphyllacées
- Crassulacées (famille de l'orpin)
- Cynomoriacées
- Daphniphyllacées
- Grossulariacées (famille des groseilliers)
- Haloragacées
- Hamamélidacées
- Itéacées
- Paéoniacées (famille des pivoines)
- Penthoracées
- Péridiscacées
- Ptérostémonacées
- Saxifragacées (famille des saxifrages)
- Tétracarpacées